# Olimpíada de xadrez de 1928
A Olimpíada de xadrez de 1928 foi a segunda Olimpíada de Xadrez organizada pela FIDE, realizada em Haia. A equipe da Hungria (Géza Nazy, Endre Steiner, Árpád Vajda e Kornél Havasi) conquistou a medalha de ouro repetindo o feito do ano anterior, seguidos de Estados Unidos (Isaac Kashdan, Herman Steiner, Samuel Factor, Erling Tholfsen e Milton Hanauer) e Polônia (Kazimierz Makarczyk, Paulin Frydman, Teodor Regedziński, Mieczysław Chwojnik e Abram Blass)

## Quadro de medalhas
| Pos.              | Nome                   | Pontos |
| ----------------- | ---------------------- | ------ |
| Medalha de ouro   | USA Isaac Kashdan      | 13     |
| Medalha de prata  | FRA André Muffang      | 12.5   |
| Medalha de bronze | POL Teodor Regedziński | 10     |
|                   | HUN Endre Steiner      | 9      |
|                   | HUN Géza Maróczy       | 9.5    |
|                   | SUI William Rivier     | 10.5   |